# 白南檍
白 南檍（ペク・ナモク、朝鮮語: 백남억、1914年11月11日 - 2001年1月15日）は、日本統治時代の朝鮮の鉄道官僚、大韓民国の教育者、政治家。初代大邱大学（現・嶺南大学校）大学院長、参議員・第6・7・8・9代韓国国会議員を歴任した。
本貫は水原白氏。漢字表記は白南憶とも。国民大学校経商大学学長の白種玹は息子、元国会議長の朴浚圭は妻の兄弟。実業家の李秉喆の妻の朴杜乙は妻の従おば（岳父の従姉妹）。

## 経歴
日本統治時代の慶尚北道金泉郡（現・金泉市）出身。九州帝国大学（現・九州大学）法文学部、ミシガン大学大学院修了。解放前は鉄道系統で官吏を務めたが、解放後は教育界に転身し、大邱大学（現・嶺南大学校）教授、同校初代大学院長（1958年3月 - 1960年11月）、東国大学校・建国大学校大学院講師を務めた。1960年の第5代総選挙では民主党の候補として出馬し、慶尚北道で最多票数を得て参議院議員に当選したが、5・16軍事クーデター以降は民主共和党に転じ、1963年の第6代総選挙以降は民主共和党の候補として金泉・金陵選挙区から4回連続当選した。在任中は民主共和党政策委員会議長・党議長・総裁常任顧問、第6代国会法制司法委員長を歴任し、朴正煕大統領の3選改憲に反対した。1971年の呉致成内務部長官解任案、いわゆる10・2抗命波動では金成坤、吉在号らと共に「四人組」として、抗命を主導した。1978年の第10代総選挙では元国民会議副総裁の朴定洙に敗れて政界を引退した。その他は慶北文化団体総連合会最高委員、瑞峰文化財団設立者、韓国自動車保険会長、成均館大学校理事長、民族中興会長を務めた。
2001年1月15日、ソウル大病院で持病により死去。享年87。